# The Master Spy (film 1917)
The Master Spy è un cortometraggio muto del 1917 prodotto e diretto da Jack Wells e scritto da George Bronson Howard, ottavo dei nove episodi del serial Perils of the Secret Service.

## Produzione
Il film fu prodotto dall'Universal Film Manufacturing Company (come Universal Gold Seal).

## Distribuzione
Distribuito dall'Universal Film Manufacturing Company, il film - un cortometraggio in due bobine - uscì nelle sale cinematografiche statunitensi il 25 settembre 1917.